# Subprodus
Un subprodus este un produs secundar al unui proces de producție sau al unei reacții chimice.